# Delegació del Govern d'Espanya a Navarra
La Delegació del Govern a Navarra és l'organisme de l'Administració Pública d'Espanya, dependent de la Secretaria d'Estat de Política Territorial, pertanyent al Ministeri de Política Territorial i Funció Pública, encarregat d'exercir la representació del Govern d'Espanya en la comunitat autònoma de Navarra.

## Seu
La seu de la Delegació es troba a la plaça de Merindades de Pamplona.

## Delegats
| Dates del mandat | Dates del mandat | Delegat                            | Partit | Partit |
| ---------------- | ---------------- | ---------------------------------- | ------ | ------ |
| 10.09.1982       | 29.12.1982       | Francisco Javier Ansuátegui Gárate |        | UCD    |
| 29.12.1982       | 07.11.1986       | Luis Roldán Ibáñez                 |        | PSOE   |
| 07.11.1986       | 04.12.1992       | Jesús García Villoslada            |        | PSOE   |
| 04.12.1992       | 23.09.1994       | Pedro Luis Ruiz de Alegría Rogel   |        | PSOE   |
| 23.09.1994       | 17.05.1996       | César Milano Manso                 |        | PSOE   |
| 17.05.1996       | 12.05.2000       | Francisco Javier Ansuátegui Gárate |        | PP     |
| 12.05.2000       | 05.05.2004       | José Carlos Iribas Mielgo          |        | PP     |
| 05.05.2004       | 30.04.2008       | Vicente Ripa González              |        | PSOE   |
| 30.04.2008       | 05.01.2012       | Elma Sáiz Delgado                  |        | PSOE   |
| 05.01.2012       | 19.06.2018       | Carmen Alba Orduna                 |        | PP     |
| 19.06.2018       | En el càrrec     | José Luis Arasti Pérez             |        | PSOE   |

## Funcions
L'organisme està dirigit per un delegat, nomenat pel Govern, les funcions del qual, segons l'article 154 de la Constitució espanyola, són les de dirigir l'Administració de l'Estat al territori de la Comunitat Autònoma i la coordinarà, quan escaigui, amb l'administració pròpia de la Comunitat.